# Campeonato Sudamericano de Gimnasia Artística de 2012
El XI Campeonato Sudamericano de Gimnasia Artística se celebró en la ciudad de Rosario (Argentina), entre el 8 y el 11 de noviembre de 2012, y fue organizado por la Confederación Sudamericana de Gimnasia (Consugi) y la Confederación Argentina de Gimnasia Artística. El campeonato se realizó en el Gimnasio del Club Atlético Provincial de la ciudad de Rosario. 
El evento contó con la participación de 51 gimnastas, provenientes de ocho naciones, que compitieron en 14 eventos. 

## Países participantes
| - Argentina - País anfitrión (13) - Bolivia (5) - Brasil (11) - Chile (8) | - Colombia (2) - Panamá (1) - Perú (10) - Uruguay (1) |

## Calendario

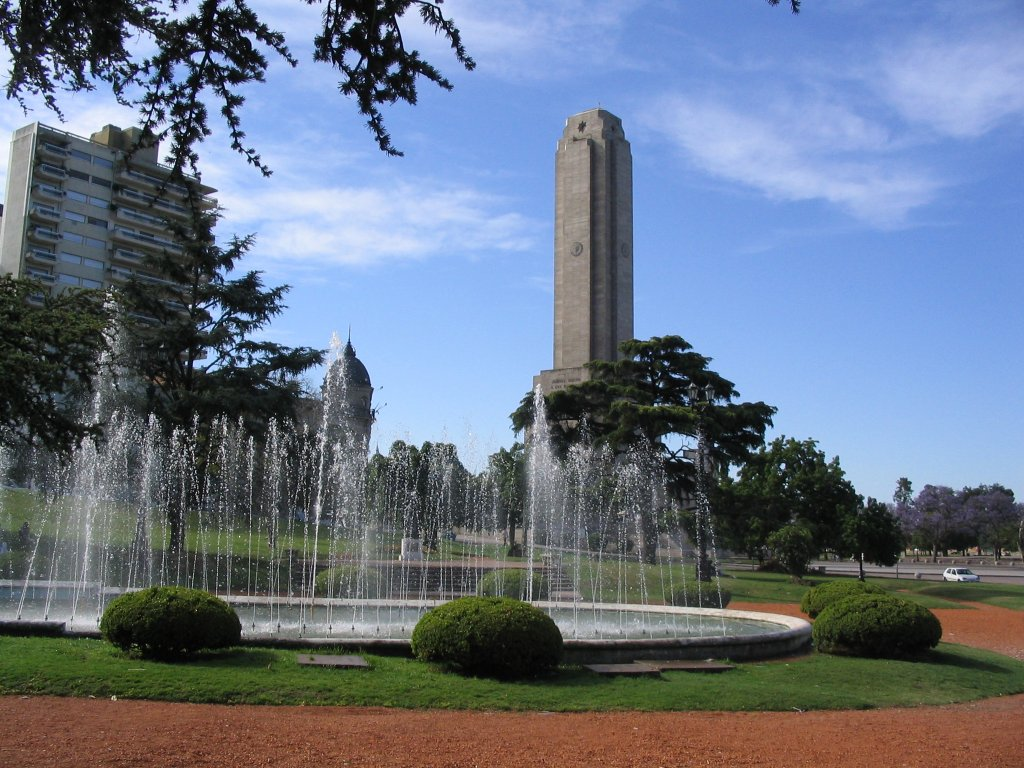
Ciudad de Rosario, Argentina

| Día             | Eventos |
| --------------- | --- |
| 8 de noviembre  | 15:00 - 19:00 Competencia por equipos femenino 15:00 - 19:00 Concurso completo femenino (all around)                                                                                    |
| 9 de noviembre  | 15:00 - 19:00 Competencia por equipos masculino 15:00 - 19:00 Concurso completo masculino (all around)                                                                                  |
| 10 de noviembre | 15:00 - 15:30 Suelo masculino 15:30 - 16:00 Barra fija masculino 15:30 - 16:00 Suelo femenino 16:30 - 17:00 Anillas masculino 16:30 - 17:00 Barras asimétricas femenino                 |
| 11 de noviembre | 15:00 - 15:30 Salto masculino 15:30 - 16:00 Barras paralelas masculino 15:30 - 16:00 Salto femenino 16:30 - 17:00 Caballo con arcos masculino 16:30 - 17:00 Viga de equilibrio femenino |

## Resultados
Masculino
| Evento            | Oro                                        | Plata                                | Bronce                                     |
| ----------------- | ------------------------------------------ | ------------------------------------ | ------------------------------------------ |
| Suelo             | Arthur Mariano · Brasil · 15.100           | Juan Pablo González · Chile · 15.067 | Caio Souza · Brasil · 14.867               |
| Salto             | Caio Souza · Brasil · 15.667               | Juan Pablo González · Chile · 15.167 | Arthur Mariano · Brasil · 14.817           |
| Anillas           | Federico Molinari Argentina 15.433         | Henrique Flores · Brasil · 15.200    | Osvaldo Martínez 14.767                    |
| Barras paralelas  | Javier Sandoval · Colombia · 15.300        | Federico Molinari Argentina 14.933   | Francisco Barreto Junior · Brasil · 14.800 |
| Barra fija        | Francisco Barreto Junior · Brasil · 14.867 | Nicolás Córdoba Argentina 14.773     | Arthur Mariano · Brasil · 14.367           |
| Caballo con arcos | Juan Lompizano Argentina 13.267            | Javier Sandoval · Colombia · 13.233  | Francisco Barreto Junior · Brasil · 12.967 |

Femenino
| Evento             | Oro                              | Plata                                                          | Bronce                           |
| ------------------ | -------------------------------- | -------------------------------------------------------------- | -------------------------------- |
| Salto              | Bárbara Achondo · Chile · 14.138 | Leticia Costa · Brasil · 13.925                                | Adriana Gomes · Brasil · 13.838  |
| Viga de equilibrio | Adriana Gomes · Brasil · 13.975  | Belén Stoffel Argentina 13.550                                 | Isabella Amado · Panamá · 13.275 |
| Barras asimétricas | Adriana Gomes · Brasil · 13.425  | Juliana Chaves Santos · Brasil · 13.300                        | Belén Stoffel Argentina 13.025   |
| Suelo              | Adriana Gomes · Brasil · 13.550  | Valeria Pereyra · Argentina · Bárbara Achondo · Chile · 13,075 | No fue otorgada                  |

Concurso completo
| Evento    | Oro                                        | Plata                               | Bronce                            |
| --------- | ------------------------------------------ | ----------------------------------- | --------------------------------- |
| Masculino | Francisco Barreto Junior · Brasil · 86.700 | Lucas Bitencourt · Brasil · 85.200  | Osvaldo Martínez Argentina 84.850 |
| Femenino  | Adriana Gomes · Brasil · 54.667            | Yurani Avendaño · Colombia · 52.600 | Belén Stoffel Argentina 52.600    |

Equipos
| Evento    | Oro | Plata | Bronce |
| --------- | --- | --- | --- |
| Masculino | Brasil · Francisco Barreto Junior · Lucas Bitencourt · Arthur Mariano · Caio Souza · Henrique Flores · Pericles Silva · 349.150 | Argentina Osvaldo Martínez Juan Lompizano Sebastián Melchiori Andrés Arean Federico Molinari Nicolás Córdoba 339.250 | Perú · Mauricio Gallegos · Mario Berrios · David Figueroa · José Quilla · Renato Deza · Arian Prado · 304.250 |
| Femenino  | Argentina Belén Stoffel Valeria Pereyra Ailén Valente Merlina Galera Camila Ambrosio Camila Klesa 209.100                       | Brasil · Adriana Gomes · Juliana Chaves Santos · Leticia Costa · Ingrid Lima Messias · 207.800                       | Chile · Makarena Pinto · Marcela Álvarez · Andrea Olivares · Bárbara Achondo · Melany Cabrera · 193.233       |

## Medallero
País organizador
| Núm. | País      | Oro | Plata | Bronce | Total |
| ---- | --------- | --- | ----- | ------ | ----- |
| 1    | Brasil    | 9   | 5     | 6      | 20    |
| 2    | Argentina | 3   | 5     | 4      | 12    |
| 3    | Chile     | 1   | 3     | 1      | 5     |
| 4    | Colombia  | 1   | 2     | 0      | 3     |
| 5    | Panamá    | 0   | 0     | 1      | 1     |
| 5    | Perú      | 0   | 0     | 1      | 1     |